# Protocalliphora spatulata
Protocalliphora spatulata är en tvåvingeart som beskrevs av Sabrosky, Bennett och Whitworth 1989. Protocalliphora spatulata ingår i släktet Protocalliphora och familjen spyflugor.
Artens utbredningsområde är Wyoming. Inga underarter finns listade i Catalogue of Life.